# Schwoich
Schwoich é um município da Áustria, situado no distrito de Kufstein, no estado do Tirol. Tem 18,74 km² de área e sua população em 2019 foi estimada em 2.520 habitantes.